# 愛宕山 (海陽町)
愛宕山（あたごやま）は、徳島県海部郡海陽町にある山である。標高97.7m。

## 地理
海陽町を流れる海部川河口の漁港である鞆浦地区に位置する。
山頂には愛宕神社が鎮座し、整備された展望台からは那佐湾を見渡すことが出来る。山頂までは遊歩道が整備されている。